# Casanova's Homecoming
Casanova's Homecoming (en español, El regreso al hogar de Casanova) es una ópera en tres actos con música y libreto en inglés de Dominick Argento, basado en parte en las memorias de Giacomo Casanova. La Ópera de Minnesota la estrenó en Saint Paul, Minnesota en 1985.
La ópera tiene números cerrados con recitativos y diálogo hablado. Se ambienta en Venecia en 1774. Esta ópera rara vez se representa en la actualidad; en las estadísticas de Operabase Archivado el 14 de mayo de 2017 en Wayback Machine. aparece con sólo 1 representación en el período 2005-2010.

## Discografía
- D.Brown; Jacoby, 2001 [en vivo] Newport Classic.